# گورستان دمبی هدار ۵
قبرستان دمبی هدار ۵ مربوط به دوره اشکانیان است و در شهرستان سرباز، بخش پیشین، دهستان جکیگور، روستای هدار واقع شده و این اثر در تاریخ ۲۷ اسفند ۱۳۸۷ با شمارهٔ ثبت ۲۶۳۴۵ به‌عنوان یکی از آثار ملی ایران به ثبت رسیده است.